# Ембердиев, Даулет Тазабекович
Даулет Тазабекович Ембердиев (каз. Дәулет Тазабекұлы Ембердиев; род. 24 декабря 1970, Вторая Пятилетка, Чимкентская область, Казахская ССР) — казахстанский государственный деятель, дипломат. 

## Биография
Родился 24 декабря 1970 в селе Вторая Пятилетка (сейчас Каскасу) нынешней Туркестанской области. В 1993 году окончил Казахский государственный национальный университет им. аль-Фараби по специальности «Востоковедение».
В 1993—2008 годах — атташе, третий секретарь, второй секретарь центрального аппарата МИД; первый секретарь, советник в посольствах Казахстана в Узбекистане, в Израиле.
В 2008—2009 годах — заведующий сектором Центра внешней политики Администрации президента Казахстана.
В 2009—2010 годах — управляющий директор ТОО «Самрук-Казына Инвест».
В 2010—2011 годах — советник, генеральный консул посольства Казахстана в Исламской Республике Иран.
В 2011—2016 годах — временный поверенный в делах в Ливанской Республике.
В 2016—2019 годах — советник постоянного представительства Казахстана при ООН (город Нью-Йорк).
В 2019—2020 годах работал Чрезвычайным и Полномочным Послом Республики Казахстан в Государстве Кувейт.
В 2022—2024 годах — директор департамента международного сотрудничества Исламской организации по продовольственной безопасности
С 26 марта 2024 года — Чрезвычайный и Полномочный Посол Республики Казахстан в Государстве Израиль.